# Hôtel des Joham de Mundolsheim
L'hôtel des Joham de Mundolsheim est un monument historique situé à Strasbourg, dans le département français du Bas-Rhin.

## Localisation
Ce bâtiment est situé au 15, rue des Juifs à Strasbourg.

## Historique

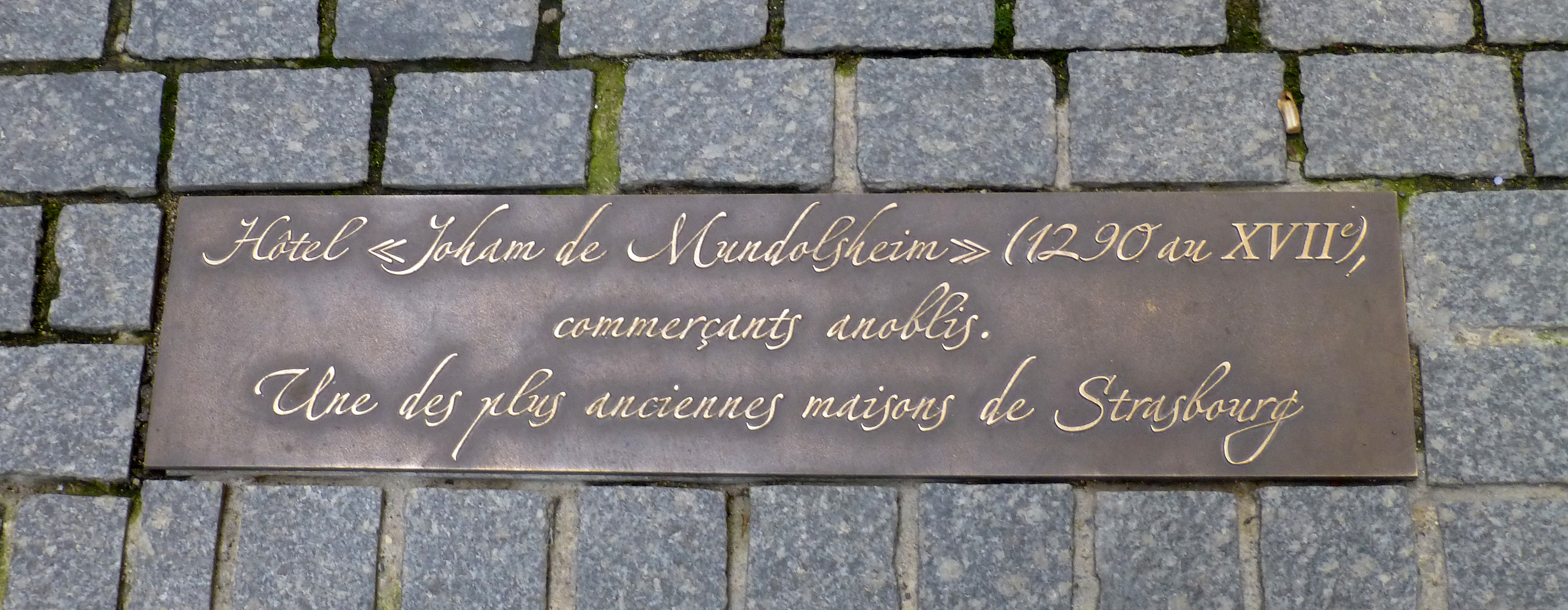
Plaque incrustée devant l'édifice.

L'édifice fait l'objet d'une inscription au titre des monuments historiques depuis 1985.
L'édifice fait l'objet d'un classement au titre des monuments historiques depuis 1989.